# Vermileonidae
Vermileonidae zijn een familie uit de orde van de tweevleugeligen (Diptera), onderorde vliegen (Brachycera). Wereldwijd omvat deze familie zo'n 12 genera en 61 soorten.